# Ignacio Birkner
Ignacio Felipe Birkner Cogan (* 18. August 1964 in Bariloche) ist ein ehemaliger argentinischer Skirennläufer. Er startete als Allrounder in allen Disziplinen.

## Karriere
Ignacio Birkner nahm 1988 für Argentinien an Olympischen Winterspielen teil. Bei den Wettkämpfen in Calgary erreichte er als beste Platzierung den 46. Platz im Riesenslalom.

## Privates
Ignacio Birkner entstammt einer sportbegeisterten Familie. Seine Schwestern Magdalena und Carolina sowie sein Bruder Jorge Raúl Birkner Cogan waren als Skirennläufer aktiv, ebenso wie seine Neffen Jorge Francisco Birkner Ketelhohn, Cristian Javier Simari Birkner und Tomás Birkner de Miguel sowie seine Nichten María Belén Simari Birkner und Macarena Simari Birkner. Zwei weitere Neffen, Bautista und Francisco Cruz Saubidet Birkner, sind Windsurfer und haben an Olympischen Sommerspielen teilgenommen.

## Erfolge

### Olympische Winterspiele
- Calgary 1988: 46. Riesenslalom, DNF Slalom, DSQ Super-G